# André Sogliuzzo
André Sogliuzzo est un acteur américain né le 10 août 1966 à New York.

## Filmographie
- 1998 : Vous avez un mess@ge (You've Got Mail) : serveur au Cafe Lalo
- 2003 : Stuart Little (série télévisée) (voix)
- 2003 : Star Wars: The Clone Wars (série télévisée) : ARC Trooper / ARC Captain / Battle Droid / Clone Trooper / Commander Cody / Captain Typho / Clone Pilot / Captain Fordo (voix)
- 2004 : Adventures in Animation 3D : Shorty (voix)
- 2004 : Le Pôle express (The Polar Express) : Smokey & Steamer (voix)
- 2005 : Family Guy Presents: Stewie Griffin - The Untold Story (vidéo) (voix)
- 2006 : Open Season : voix additionnelles
- 2009 : Transformers 2 : la Revanche (Transformers: Revenge Of The Fallen)  : Sideswipe (voix)
- 2010 : Open Season 3 : McSquizzy (voix)

## Jeux vidéo
- 2004 : Vampire: The Masquerade - Bloodlines : Mercurio, Victor Rosselini, Bruno Giovanni, Zhao, Cain (voix)
- 2005 : Need for Speed: Most Wanted (jeu vidéo, 2005) : Rog (voix)
- 2005 : Age of Empires III : Napoléon (voix)
- 2006 : Scarface: The World Is Yours : Tony Montana (voix)
- 2011 : The Elder Scrolls V: Skyrim : les Khajits
- 2016 : Payday 2 : Tony Montana (voix)
- 2020 : GTA Online : Juan Strickler -  "El Rubio" (voix)[1].